# Gomelange
Gomelange est une commune française située dans le département de la Moselle et le bassin de vie de la Moselle-Est, en région Grand Est. Guirlange est une commune associée à Gomelange depuis 1973.

## Géographie
| Hestroff            | Anzeling    | Holling  |
| Piblange            | Gomelange   | Bettange |
| Mégange Guinkirchen | Roupeldange | Éblange  |

### Écarts et lieux-dits
- Colming ;
- Guirlange.

### Hydrographie
La commune est située dans le bassin versant du Rhin au sein du bassin Rhin-Meuse. Elle est drainée par la Nied, le ruisseau de Bettange, le ruisseau de Lintringerbach, le ruisseau d'Ottonville et le ruisseau le Berenbach.
La Nied, d'une longueur totale de 96,7 km, prend sa source dans la commune de Marthille, traverse 47 communes françaises, puis poursuit son cours en Allemagne où elle se jette dans la Sarre.

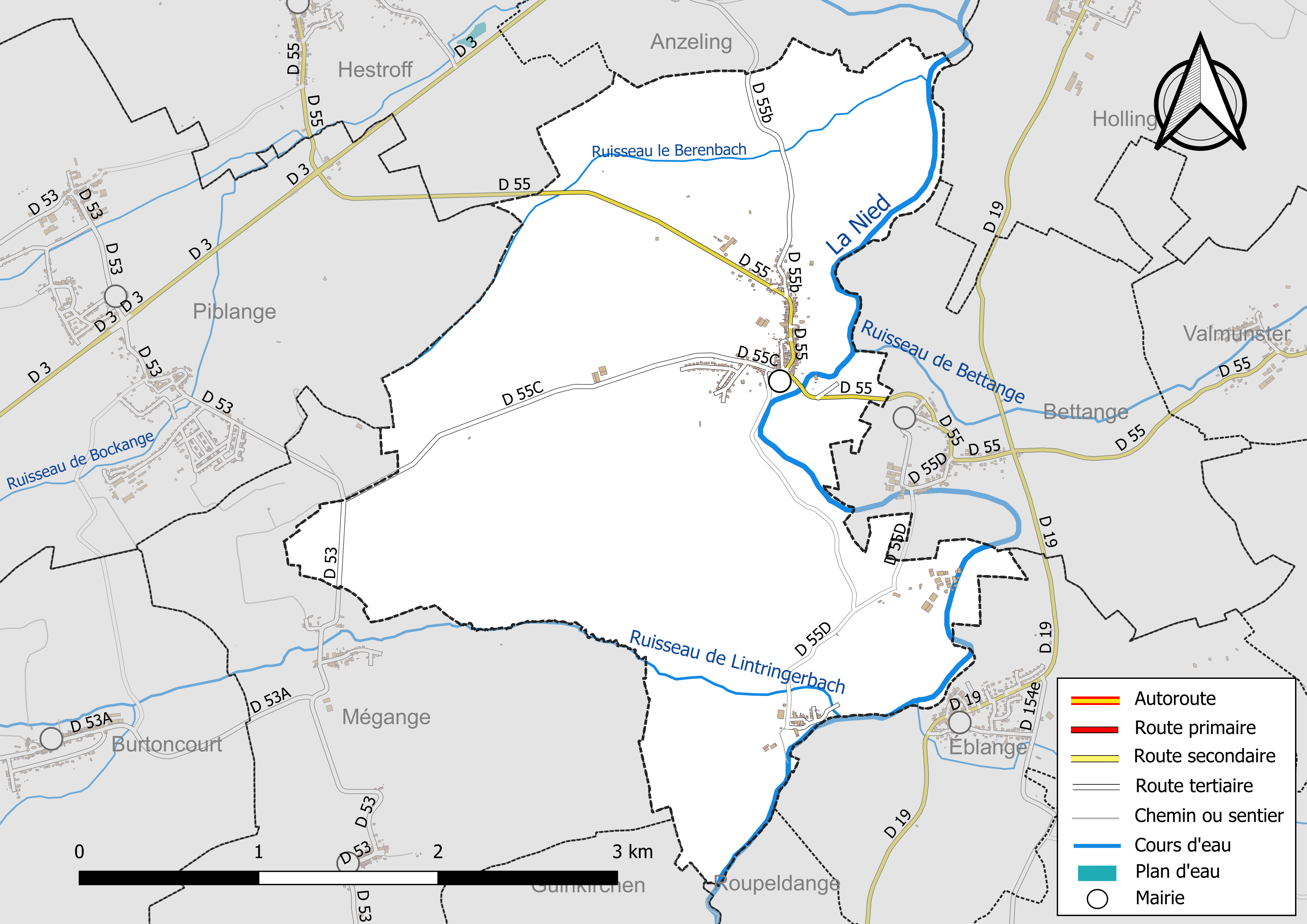
Réseaux hydrographique et routier de Gomelange.

La qualité des eaux des principaux cours d’eau de la commune, notamment de la Nied, peut être consultée sur un site spécial géré par les agences de l’eau et l’Agence française pour la biodiversité.

### Climat
Pour des articles plus généraux, voir Climat du Grand Est et Climat de la Moselle.
En 2010, le climat de la commune est de type climat océanique dégradé des plaines du Centre et du Nord, selon une étude du Centre national de la recherche scientifique s'appuyant sur une série de données couvrant la période 1971-2000. En 2020, Météo-France publie une typologie des climats de la France métropolitaine dans laquelle la commune est exposée à un climat semi-continental et est dans la région climatique  Lorraine, plateau de Langres, Morvan, caractérisée par un hiver rude (1,5 °C), des vents modérés et des brouillards fréquents en automne et hiver. 
Pour la période 1971-2000, la température annuelle moyenne est de 9,8 °C, avec une amplitude thermique annuelle de 16,8 °C. Le cumul annuel moyen de précipitations est de 806 mm, avec 11,9 jours de précipitations en janvier et 9,1 jours en juillet. Pour la période 1991-2020, la température moyenne annuelle observée sur la station météorologique de Météo-France la plus proche, « Malancourt », sur la commune d'Amnéville à 24 km à vol d'oiseau, est de 10,2 °C et le cumul annuel moyen de précipitations est de 884,1 mm. 
La température maximale relevée sur cette station est de 39,3 °C, atteinte le 25 juillet 2019 ; la température minimale est de −17,9 °C, atteinte le 5 janvier 1985,,. 
Les paramètres climatiques de la commune ont été estimés pour le milieu du siècle (2041-2070) selon différents scénarios d'émission de gaz à effet de serre à partir des nouvelles projections climatiques de référence DRIAS-2020. Ils sont consultables sur un site spécial publié par Météo-France en novembre 2022.

## Urbanisme

### Typologie
Au 1er janvier 2024, Gomelange est catégorisée commune rurale à habitat dispersé, selon la nouvelle grille communale de densité à sept niveaux définie par l'Insee en 2022.
Elle est située hors unité urbaine. Par ailleurs la commune fait partie de l'aire d'attraction de Metz, dont elle est une commune de la couronne,. Cette aire, qui regroupe 245 communes, est catégorisée dans les aires de 200 000 à moins de 700 000 habitants,.

### Occupation des sols
L'occupation des sols de la commune, telle qu'elle ressort de la base de données européenne d’occupation biophysique des sols Corine Land Cover (CLC), est marquée par l'importance des territoires agricoles (66,5 % en 2018), une proportion identique à celle de 1990 (66,5 %). La répartition détaillée en 2018 est la suivante : 
prairies (38,5 %), forêts (30,6 %), terres arables (28 %), zones urbanisées (2,9 %). L'évolution de l’occupation des sols de la commune et de ses infrastructures peut être observée sur les différentes représentations cartographiques du territoire : la carte de Cassini (XVIIIe siècle), la carte d'état-major (1820-1866) et les cartes ou photos aériennes de l'IGN pour la période actuelle (1950 à aujourd'hui).

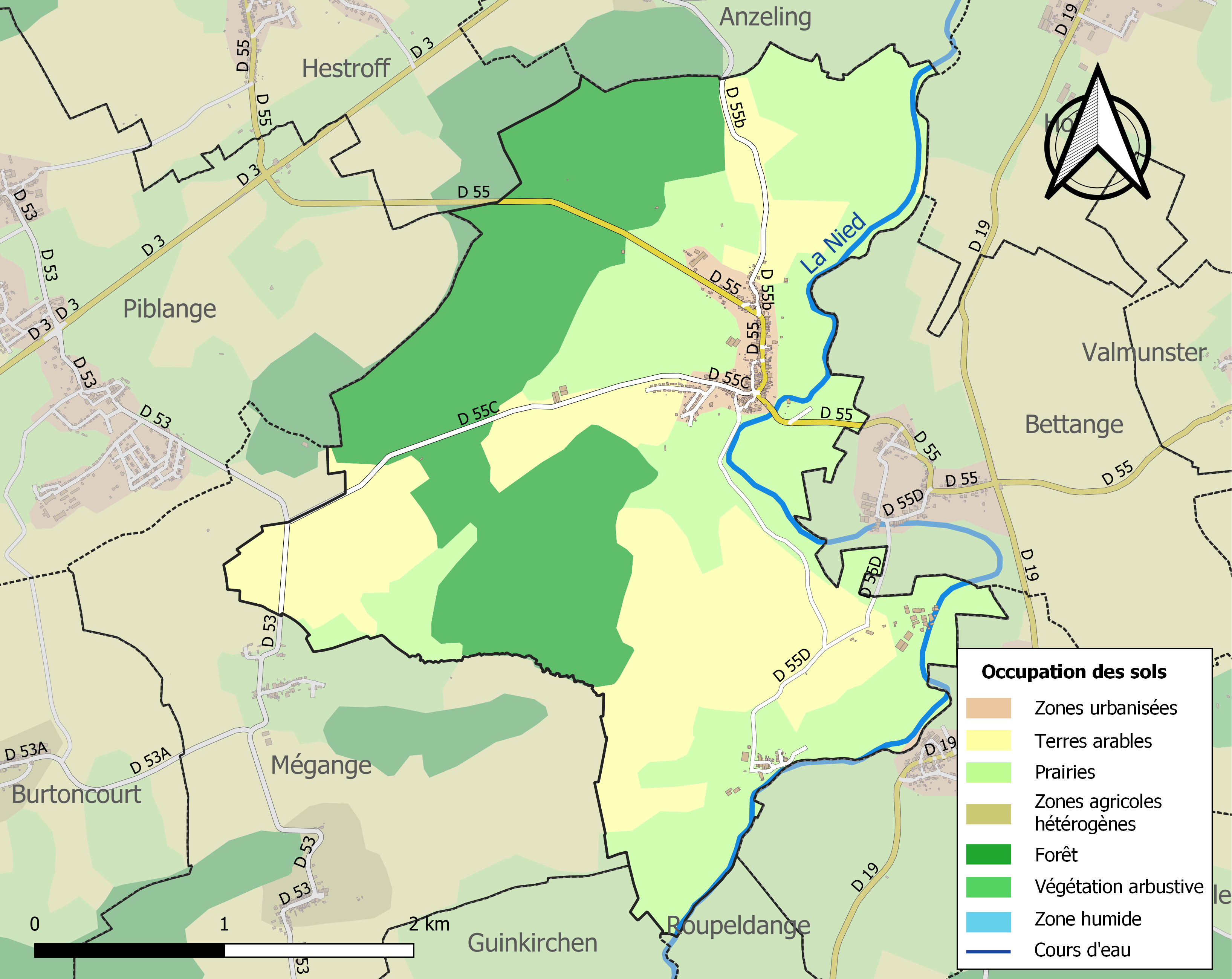
Carte des infrastructures et de l'occupation des sols de la commune en 2018 (CLC).

## Toponymie
- Gomelange : Gelmelingen ou Guelmelingen (1184), Gamelinge (1209),  Guilming/Guelming et Gelmelingin (1264), Gaimelanges (1276), Gelmedings (1317), Grumlingas (1326), Guelmlinga (1336), Gelminga (1394), Gomelingen (XVIe siècle), Gelninga (1544), Gelmingen et Gellumingen (1594), Guelmingen (1632), Guemmlange et Kemlange (1681), Gomelange (1710), Gomlange (1728). En allemand : Gelmingen[14].
- Guirlange : Geroldinges (XIIe siècle), Gerlinges/Gerledinges et Gerildanges (1148), Girlanges et Guerlange (1284), Guirlinga (1290), Guerlingen (1295), Girlingen (1403), Gerlingen (1594), Guirlingen (XVIIe siècle). En allemand : Girlingen[14]. En francique lorrain : Girling.
- Colming : Colvinges et Koluenges (1209), Colvinguin (1262), Colvingin (1264), Kolvenges (1287), Colminga (1296), Colmingen (1632), Colbingen ou Colmingen (1756), Kolmange (XVIIIe siècle). En allemand : Kolmingen[14].

## Histoire
Gomelange dépendait de l'ancienne province de Lorraine. Le village est donné à l’abbaye de Freistroff en 1130.
Colming a toujours été une annexe de la communauté de Gomelange et on citait cette localité dès 1209 sous le nom de Colvinges, puis Colminga en 1296. Ce hameau avait un moulin cité dans des écrits au début du XIIIe siècle. Colming est également connu pour son abri de la ligne Maginot.
Guirlange fut réunie à Gomelange en 1973.

## Politique et administration
| Période                                  | Période   | Identité             | Étiquette | Qualité            |
| ---------------------------------------- | --------- | -------------------- | --------- | ------------------ |
|                                          |           | Camille Bassompierre |           |                    |
|                                          |           | Joseph Ney           |           |                    |
| mars 1977                                | mars 2008 | André Boucher        | DVD       | Conseiller général |
| mars 2008                                | En cours  | Christian Koch       |           |                    |
| Les données manquantes sont à compléter. |           |                      |           |                    |

| Période                                  | Période  | Identité          | Étiquette | Qualité |
| ---------------------------------------- | -------- | ----------------- | --------- | ------- |
| mars 1989                                | En cours | Gabriel Collignon |           |         |
| Les données manquantes sont à compléter. |          |                   |           |         |

## Démographie
L'évolution du nombre d'habitants est connue à travers les recensements de la population effectués dans la commune depuis 1793. Pour les communes de moins de 10 000 habitants, une enquête de recensement portant sur toute la population est réalisée tous les cinq ans, les populations de référence des années intermédiaires étant quant à elles estimées par interpolation ou extrapolation. Pour la commune, le premier recensement exhaustif entrant dans le cadre du nouveau dispositif a été réalisé en 2008.

En 2022, la commune comptait 472 habitants, en évolution de −6,9 % par rapport à 2016 (Moselle : +0,52 %, France hors Mayotte : +2,11 %).
| 1793 | 1800 | 1806 | 1821 | 1836 | 1841 | 1861 | 1866 | 1871 |
| ---- | ---- | ---- | ---- | ---- | ---- | ---- | ---- | ---- |
| 560  | 499  | 668  | 726  | 779  | 711  | 622  | 651  | 634  |

| 1875 | 1880 | 1885 | 1890 | 1895 | 1900 | 1905 | 1910 | 1921 |
| ---- | ---- | ---- | ---- | ---- | ---- | ---- | ---- | ---- |
| 632  | 582  | 549  | 514  | 467  | 451  | 451  | 424  | 389  |

| 1926 | 1931 | 1936 | 1946 | 1954 | 1962 | 1968 | 1975 | 1982 |
| ---- | ---- | ---- | ---- | ---- | ---- | ---- | ---- | ---- |
| 397  | 442  | 409  | 362  | 336  | 332  | 375  | 390  | 400  |

| 1990 | 1999 | 2006 | 2008 | 2013 | 2018 | 2022 | - | - |
| ---- | ---- | ---- | ---- | ---- | ---- | ---- | - | - |
| 408  | 403  | 513  | 544  | 523  | 487  | 472  | - | - |

## Culture locale et patrimoine

### Lieux et monuments

#### Édifices civils
- Écomusée « la Vieille Maison 1710 de Gomelange », maison Lorraine de 1710[19], visite guidée, sauvegarde du patrimoine Lorrain, exemple de restauration, situé dans le pays de Nied.
- Passage d'une voie romaine ; vestiges de villas.
- Moulin (ancien moulin banal de 1264).
- Ouvrage de Berenbach (ligne Maginot).

#### Édifices religieux

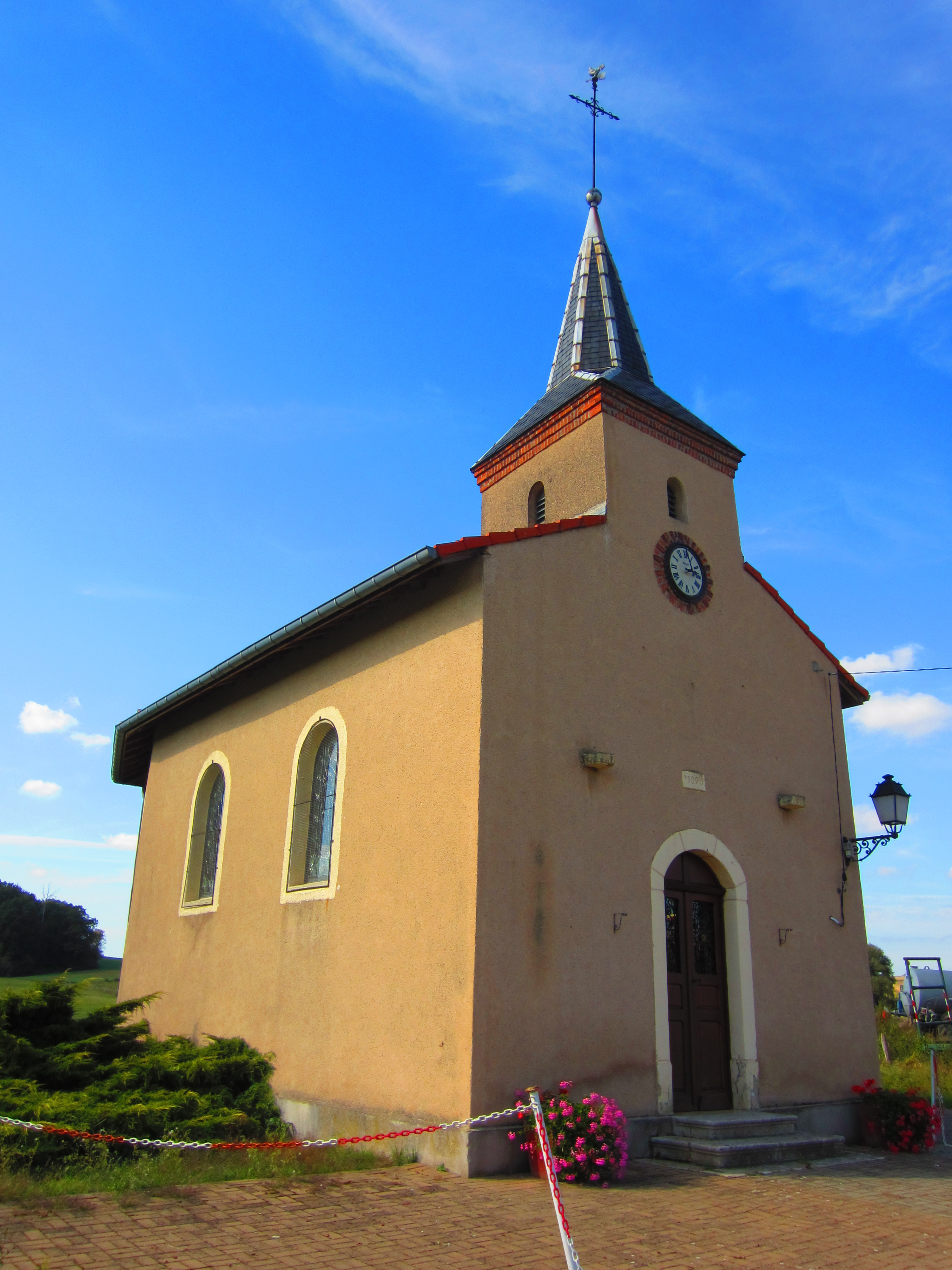
Chapelle de la Vierge à Guirlange.

- Église Saint-Martin 1783 : autels XVIIIe siècle, bas-relief de saint Martin 1782, statues XVIIIe siècle.
- L'orgue Dalstein-Haerpfer de l'église Saint Martin, de 1870, classé monument historique et restauré en 1994 par Muhleisen[20].
- Chapelle de la Vierge à Guirlange, construite en 1890.
- Nombreux calvaires XVIIIe siècle.

### Personnalités liées à la commune
- Joseph Bernhaupt[21] (né en 1921), auteur d'un ouvrage sur les Malgré-nous.
- Pierre Schutz, auteur d'un ouvrage sur Gomelange.
- Patrick Buronfosse, correspondant de presse : la mémoire vivante de la commune.